# Heterosexualidad queer
La heterosexualidad queer es una práctica o identidad heterosexual que se denomina polémicamente queer. Se argumenta que la "heterosexualidad queer" consiste en personas heterosexuales, cisgénero y alosexuales que muestran expresiones de género no tradicionales, o que adoptan roles de género que difieren de la feminidad y masculinidad hegemónicas de su cultura particular.
El concepto fue discutido por primera vez a mediados de la década de 1990, críticamente dentro del feminismo radical, y como una identificación positiva de Clyde Smith en un documento presentado en una conferencia en Ámsterdam en 1997; en 2003, The Village Voice publicó un artículo llamado "The Queer Heterosexual", que desde entonces ha sido citado por otros utilizando el término.
La idea de que cualquier heterosexual pueda ser llamado "queer" es muy discutida. Algunas personas de la comunidad LGBTQ+ consideran que el uso del término "queer" por parte de personas heterosexuales es una apropiación indebida ofensiva, ya que involucra a miembros que se percibe que no experimentan opresión por su orientación sexual o identidad de género y se apropian de aspectos de identidades queer percibidas como "de moda" o atractivas. y sin tener en cuenta la opresión concurrente experimentada por aquellos de quienes se apropian.